# Dictya texensis
Dictya texensis är en tvåvingeart som beskrevs av Charles Howard Curran 1932. Dictya texensis ingår i släktet Dictya och familjen kärrflugor. Inga underarter finns listade i Catalogue of Life.